# Tournée nord-américaine des Beatles en 1965
Tournées par The Beatles
Tournée européenne (1965) Tournée mondiale (1966)
La tournée américaine des Beatles en 1965 est la deuxième tournée du groupe anglais aux États-Unis et au Canada. Elle est moitié plus courte que la précédente tournée américaine en août 1964 et s’étale sur une période d'une quinzaine de jours. 
La tournée débute le 15 août 1965 avec le fameux concert au Shea Stadium, le premier à se dérouler dans un stade et qui représente à l'époque le plus grand concert de l'histoire du rock avec plus de 50 000 spectateurs. Le dernier concert est donné le 31 août à San Francisco. Au total, 300 000 personnes se déplacent pour assister aux spectacles du groupe.
À l'issue de ces concerts en Amérique du Nord, les Beatles, engagés depuis trois ans dans une série ininterrompue de tournées, d'enregistrements et de promotion, s'accordent six semaines de pause avant de retourner en studio mi-octobre pour se consacrer à l'enregistrement de leur sixième album, Rubber Soul.  

## Historique

### Préambule
La tournée s'étale sur dix-sept jours, pendant lesquels les Beatles parcourent dix villes et donnent seize concerts, pour une affluence totale de 300 000 spectateurs. Moins longue que la précédente tournée américaine, qui a duré un mois entier, cette tournée se révèle bien plus rentable, car l'accent est mis sur les représentations dans de grands stades au détriment des salles de taille plus modeste. Cependant, le groupe doit payer un million de dollars au fisc américain. 
Les Beatles arrivent aux États-Unis le 13 août 1965. Le lendemain, ils font un arrêt au Ed Sullivan Show, où ils enregistrent leur dernière prestation à cette émission. Paul McCartney joue notamment son tout récent Yesterday, douce ballade acoustique écartée de la set-list des concerts à venir, en raison de l'immensité des scènes où le groupe doit se produire. 
La Beatlemania bat toujours autant son plein en Amérique, si bien que la logistique reste aussi conséquente que pour la première tournée du groupe sur le territoire. Ainsi, pendant tout leur séjour, les Beatles doivent se déplacer dans un véhicule blindé, qu'ils rejoignent à la sortie de l'hôtel et qu'ils retrouvent sitôt leur spectacle terminé. Brian Matthew, employé à la BBC a le privilège de suivre le groupe pendant un certain temps. Il prend des notes et des interviews, qui, une fois compilées, sont dévoilées dans un documentaire, The Beatles Abroad (les Beatles à l'étranger). Ce documentaire est diffusé à la fin du mois d'août. 
Si les Beatles ont toujours autant de succès en concert, les conditions dans lesquelles ils doivent jouer les agacent de plus en plus, même s'ils n'en disent rien sur le moment. En 1965, Paul McCartney déclare ainsi : « Ça fonctionne comme ça : on fait du bruit et eux font du bruit, et c'est la somme des bruits qui importe. » John Lennon minimise aussi l'impact de la foule à l'époque, même si son discours changera par la suite : « C'est eux qui paient. S'ils veulent hurler, qu'ils hurlent. On hurle nous aussi. Tout le monde hurle - il n'y a pas de mal à ça. »

### Concert du Shea Stadium (15 Août 1965)

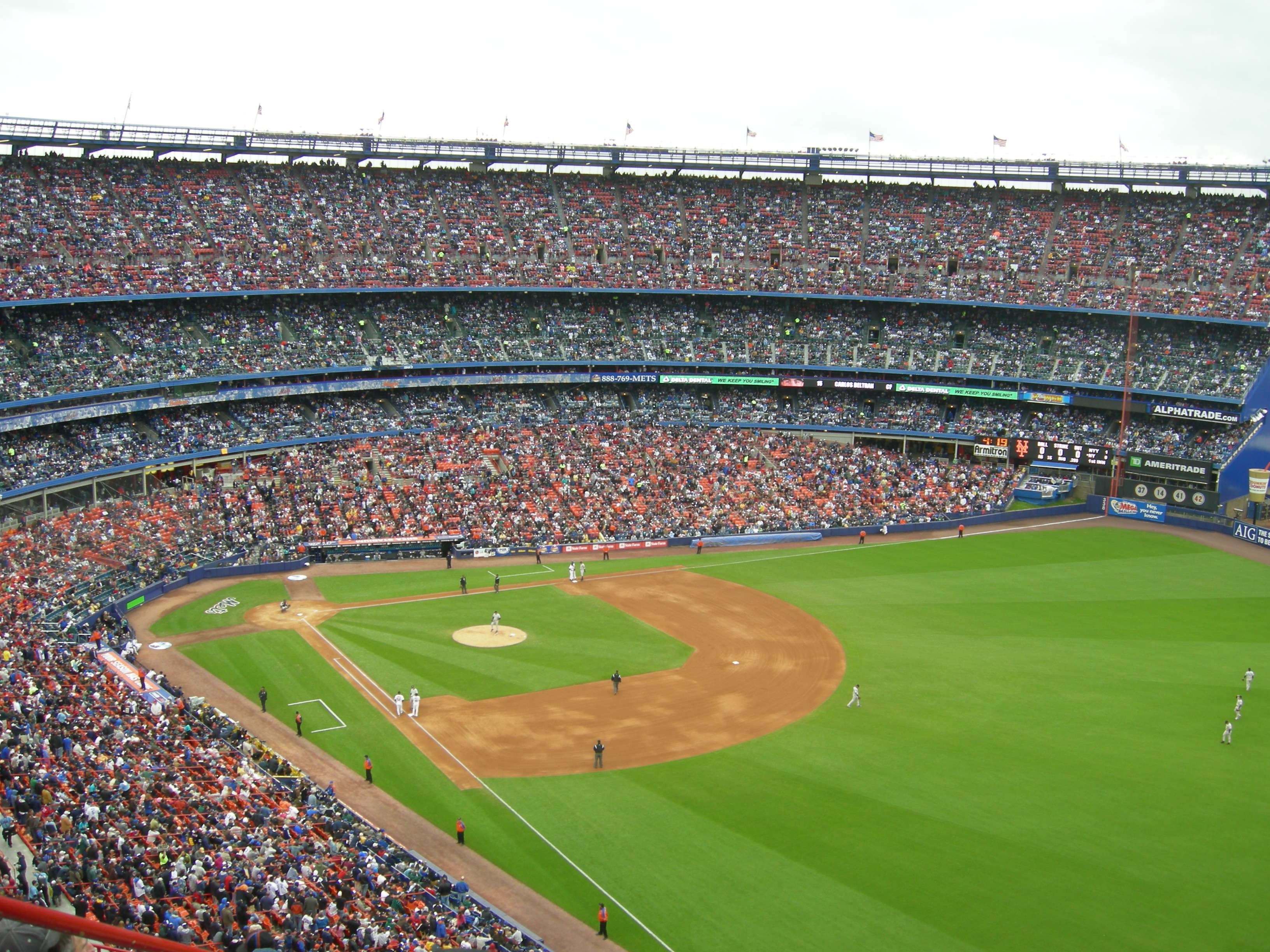
Le Shea Stadium avant sa destruction en 2009

Le premier concert des Beatles, en ce 15 août 1965, constitue déjà leur apogée, aussi bien pour cette tournée que pour toutes les autres. Ils sont en effet attendus au Shea Stadium, grand stade de baseball de New York, où ils doivent se produire à guichets fermés devant une assistance de 55 600 fans. Il s'agit alors du plus grand concert de l'histoire du rock, et le premier à s'être joué dans un stade.
Ce concert est organisé par Sid Bernstein, qui a produit un an plus tôt les Beatles au prestigieux Carnegie Hall de New York. C'est en octobre 1964 que Bernstein négocie le passage du groupe au Shea Stadium. Le manager des Beatles, Brian Epstein, accepte l'idée à condition que l'organisateur lui verse une avance de 50 000 dollars avant d'annoncer officiellement la tenue du concert. Cette contrainte restreignante empêche Bernstein de vraiment faire de la promotion, et le fait qu'il ait ainsi réussi à complètement remplir le stade sans publicité constitue un exploit. En 1966, les Beatles reviendront au Shea Stadium, mais des places resteront vides. 

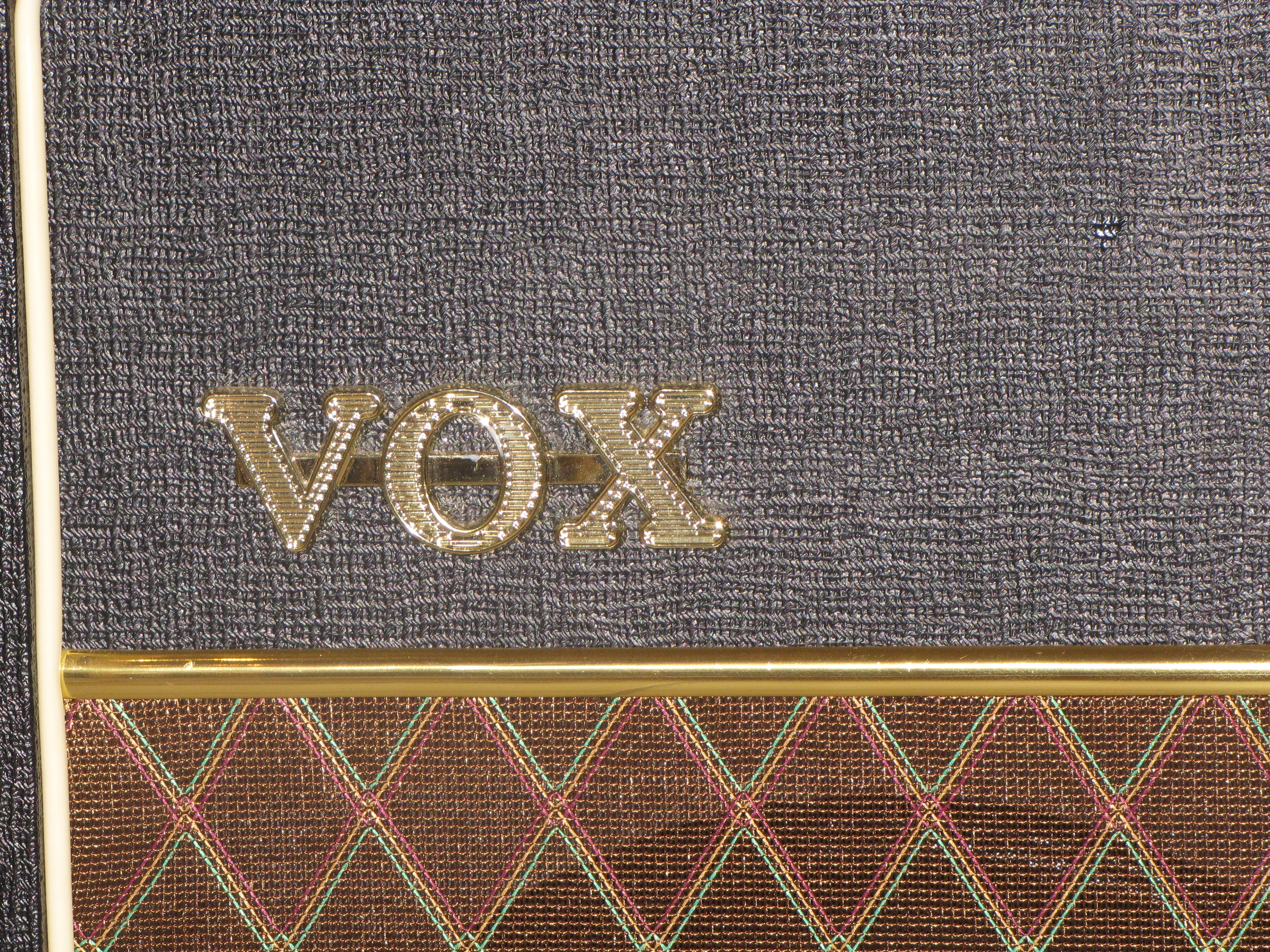
Vox fournit aux Beatles des amplificateurs plus puissants pour le concert du Shea Stadium.

Les Beatles se présentent donc au stade, arrivés en hélicoptère depuis leur hôtel. Vêtus d'uniformes beiges à col raide devenus célèbres, ils sont équipés d'amplis Vox spécialement fournis pour l'occasion (5 kW) ; ceux-ci sont quand même insuffisants pour couvrir le bruit de la foule. En fait, à une époque où les moyens de sonorisation pour assurer une écoute correcte à un public de cette importance inédite sont encore inexistants, le groupe n'est repris que par les haut-parleurs fixés sur le pourtour du toit du stade, ceux-là mêmes qui sont utilisés par les commentateurs des matches de baseball. Il en résulte que ni les musiciens, ni les spectateurs n'auront la joie d'entendre clairement une note de cette prestation historique. 
Malgré leur célébrité depuis longtemps établie, les Beatles sont plus qu'intimidés par l'ampleur de l'événement. Le public se trouve cependant assez loin de la scène, par mesure de sécurité. « Ce dont je me souviens le mieux, c'est qu'on était très éloignés du public. Les gens étaient à l'autre extrémité de la pelouse, derrière les grillages », se remémore Ringo Starr. Linda Eastman et Barbara Bach, futures épouses respectives de Paul McCartney et Ringo Starr mais ne les ayant pas encore rencontrés, sont présentes dans les gradins. 
Pour faire face au trac, John Lennon fait montre de trésors de pitreries en tous genres ; « John était très fort pour ça, que ce soit à l'aide d'un commentaire, d'une réflexion ou d'un geste. Les autres en étaient conscients. » témoigne Neil Aspinall, alors road manager du groupe. On le voit parler en charabia à grand renfort de gestes pour annoncer un titre en s'apercevant que personne ne peut l'entendre. Sur la chanson I'm Down, il se déchaîne et joue de son orgue avec les coudes, faisant rire ses camarades : pour Ringo Starr, Lennon « est devenu fou. Pas mentalement malade, mais il a pété les plombs ». « C'était la première fois que j'en jouais sur scène, je ne savais pas comment me comporter », explique le principal intéressé.
La recette totale du concert se chiffre à 304 000 dollars, ce qui constitue un montant record. Toutefois, après avoir déduit les dépenses, le bénéfice enregistré par Sid Bernstein ne s'élève qu'à 6 500 dollars. Il lui faut notamment payer les 1 300 policiers en service (près de 15 000 dollars), la location du Shea Stadium (environ 30 000 dollars), ou encore les diverses assurances (11 000 dollars). Pour leur part, les Beatles touchent 33 000 dollars chacun, et leur manager Brian Epstein 44 000. Cependant, malgré les coûts faramineux et les efforts importants qu'un tel concert représente, Sid Bernstein assure être prêt à réitérer l'expérience. En 1968, alors que les Beatles ont depuis longtemps abandonné les tournées pour se consacrer au travail en studio d'enregistrement, Bernstein déclare : « Je pourrais encore le faire. Les Beatles sont aussi populaires en Amérique qu'auparavant. Je leur ai proposé un million de dollars pour deux représentations au Shea Stadium. L'offre est toujours valable. »
Pendant la représentation, les Beatles sont filmés, en vue de réaliser un documentaire du concert. Cependant, les hurlements permanents et assourdissants des fans rendent le son enregistré catastrophique, à tel point que les Beatles doivent revenir en studio pour corriger les défauts trop marqués pour être diffusés : Paul McCartney ajoute une ligne de basse à certains morceaux, John Lennon réenregistre de l'orgue sur I'm Down, Help! et I Feel Fine sont entièrement réenregistrées, et enfin, la chanson chantée par Ringo Starr Act Naturally est de tellement mauvaise qualité qu'elle est remplacée par la version de l'album. Par ailleurs, les chansons She's a Woman et Everybody's Trying to Be My Baby sont écartées. Le documentaire qui résulte de ce travail, baptisé The Beatles at Shea Stadium, est diffusé le 6 mars 1966 au Royaume-Uni (BBC), et le 10 janvier 1967 aux États-Unis (ABC).
Le dernier concert dans ce stade a été effectué le 28 juillet 2008 par Billy Joel, qui a pris le soin d'inviter Paul McCartney à le rejoindre sur scène pour l'occasion. Bien que ce stade n'existe plus, remplacé en 2009 par le Citi Field, les Mets de New York souligneront, le 15 août 2025, le soixantième anniversaire de ce concert, le premier de l’histoire dans un stade extérieur dédié au sport.

### Poursuite de la tournée et rencontre avec Elvis Presley (du 16 au 28 août 1965)
Deux jours après le Shea Stadium, les Beatles font un détour par le Canada (le seul de cette tournée) et jouent au Maple Leaf Gardens de Toronto. Les Beatles enchaînent les jours suivants avec des prestations à très forte affluence à Atlanta et Chicago : le 18 août, 30 000 personnes se massent dans l'Atlanta Stadium, et un total de 60 000 personnes les regardent lors de leurs deux shows au White Sox Park de Chicago. 
À partir du Shea Stadium, les prestations s'enchaînent sans beaucoup de répit, le 19 août 1965, les Beatles doivent monter sur la scène du Sam Houston Coliseum à Houston et faire face à des problèmes techniques. Notamment lorsque Ringo Starr chante I Wanna Be Your Man, son micro cesse de fonctionner et le public ne peut plus l'entendre. L’amplificateur de George Harrison semble être mal branché et mal réglé, le son de sa guitare n'est donc pas très net, sur I Feel Fine, son amplificateur donne un son très saccadé. Les prestations précédentes sont tellement difficiles que Lennon doit chanter avec une voie cassée, durant Dizzy Miss Lizzy et A Hard Day's Night il se retient de crier avant chaque solo, ou encore sur Ticket To Ride, il est incapable de chanter sans fausse note, la qualité de ses cordes vocales est tellement abîmée qu'il entame le concert à Houston avec Twist and Shout, où il a l’habitude de hurler dans les micros, il est incapable de se faire clairement entendre à côté de Harrison et McCartney.
Les Beatles enchaînent les concerts sans aucun répit jusqu'au 22 août 1965. Le 27 août, les Beatles rencontrent leur idole de toujours, Elvis Presley, qui vit en Californie. « C'était un des grands moments de cette tournée », explique George Harrison. Les Beatles essayaient depuis un certain temps de rencontrer « le King », sans succès jusqu'à ce moment-là. Très impressionnés par le chanteur américain, il leur faut un certain temps avant de se détendre et de commencer à jouer et improviser des morceaux à la guitare. Cette rencontre ne va pas plus loin : les Beatles invitent Elvis à venir les voir au Hollywood Bowl, mais celui-ci ne s'y montre pas. Quelques années plus tard, lors de son entrevue avec Richard Nixon du 21 décembre 1970, Elvis Presley déclare que « les Beatles sont à l'origine d'un sentiment antiaméricain » et les accuse d'avoir « fait la promotion d'une vision antiaméricaine » après leur tournée aux États-Unis. « Je me suis senti un peu trahi », avouera Paul McCartney.
Juste avant leur prestation au Hollywood Bowl, John Lennon et George Harrison consomment pour la première fois du LSD volontairement, à l'occasion d'une fête. L'acteur Peter Fonda est présent, et inspirera à Lennon une de ses compositions futures : She Said She Said.

### Hollywood Bowl et fin de la tournée (Le 30 et le 31 août 1965)

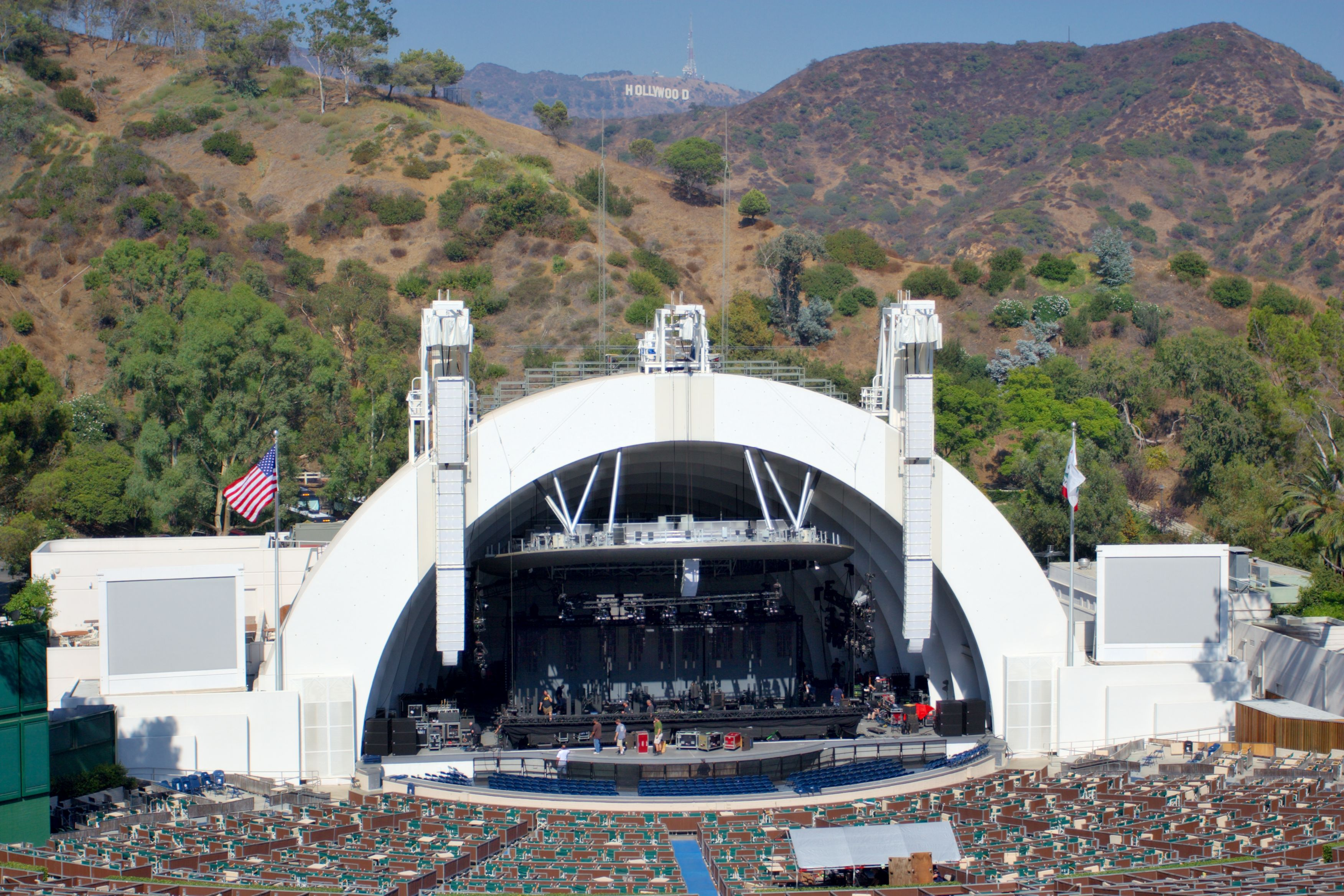
Les Beatles retrouvent le Hollywood Bowl pour la deuxième année consécutive.

Alors que la tournée touche à sa fin, les Beatles donnent deux concerts au Hollywood Bowl de Los Angeles, scène qu'ils connaissent déjà pour y avoir joué lors de leur précédent passage en sol américain, un an plus tôt. La seconde de ces représentations, le 30 août 1965, contient l'une des meilleures performances du groupe, si bien qu'elle constitue un peu plus que la moitié de l'album live de 1977, The Beatles at the Hollywood Bowl. 
Les Beatles concluent cette tournée avec deux concerts au Cow Palace à San Francisco le 31 août 1965, le premier est donné à midi le second le soir.

## Programme
Voici le programme typique des chansons interprétées par le groupe lors de cette tournée. Les concerts durent en moyenne de 30 à 40 minutes. Lors de quelques concerts, l’ordre des morceaux est différent. Entre parenthèses est indiqué le chanteur de la chanson.
1. Twist and Shout (John Lennon)
2. She's a Woman (Paul McCartney)
3. I Feel Fine (John Lennon)
4. Dizzy Miss Lizzy (John Lennon)
5. Ticket to Ride (John Lennon)
6. Everybody's Trying to Be My Baby (George Harrison)
7. Can't Buy Me Love (Paul McCartney)
8. Baby's in Black (John Lennon et Paul McCartney)
9. I Wanna Be Your Man (Ringo Starr) (au Shea Stadium, Ringo Starr chante Act Naturally à la place)
10. A Hard Day's Night (John Lennon, avec Paul McCartney)
11. Help! (John Lennon)
12. I'm Down (Paul McCartney)

## Liste des concerts
Voici la liste des concerts donnés par le groupe.
| N° | Date                      | Ville             | Lieu                 |
| -- | ------------------------- | ----------------- | -------------------- |
| 1  | 15 août 1965              | New York, NY      | Shea Stadium         |
| 2  | 17 août 1965 (2 concerts) | Toronto, ON       | Maple Leaf Gardens   |
| 3  | 17 août 1965 (2 concerts) | Toronto, ON       | Maple Leaf Gardens   |
| 4  | 18 août 1965              | Atlanta, GA       | Atlanta Stadium      |
| 5  | 19 août 1965              | Houston, TX       | Sam Houston Coliseum |
| 6  | 20 août 1965              | Chicago, IL       | Comiskey Park        |
| 7  | 20 août 1965              | Chicago, IL       | Comiskey Park        |
| 8  | 21 août 1965              | Bloomington, MN   | Metropolitan Stadium |
| 9  | 22 août 1965              | Portland, OR      | Memorial Coliseum    |
| 10 | 28 août 1965              | San Diego, CA     | Balboa Stadium       |
| 11 | 29 août 1965              | Los Angeles, CA   | Hollywood Bowl       |
| 12 | 30 août 1965              | Los Angeles, CA   | Hollywood Bowl       |
| 13 | 31 août 1965              | San Francisco, CA | Cow Palace           |
| 14 | 31 août 1965              | San Francisco, CA | Cow Palace           |

## Sources
- The Beatles, The Beatles Anthology, Seuil, 2000 (ISBN 2-02-041880-0)
- Hunter Davies, Les Beatles : Leur biographie officielle, Solar, 1968
- Tim Hill (trad. de l'anglais), The Beatles : Quatre garçons dans le vent, Paris, Place des Victoires, 2008, 448 p. (ISBN 978-2-84459-199-9)
- Collectif (Mojo), The Beatles, 1961-1970 : Dix années qui ont secoué le monde, Éditions de Tournon (ISBN 978-2-914237-35-2 et 2-914237-35-9)
- Steve Turner (trad. de l'anglais), L’Intégrale Beatles : les secrets de toutes leurs chansons [« A Hard Day’s Write »], Paris, Hors Collection, 1999, 284 p. (ISBN 2-258-06585-2)